# Gare Sainte-Rose
Cet article concerne la gare. Pour le quartier de Sainte-Rose, voir Sainte-Rose (Laval). Pour les autres significations, voir Sainte-Rose.
La gare Sainte-Rose est une gare ferroviaire située sur la ligne Saint-Jérôme du réseau de train de banlieue de Montréal. Située dans le quartier Sainte-Rose de la ville de Laval, elle est exploitée par Exo.
La Rose dont il est question dans l'odonyme est Rose de Lima.

## Correspondances

### Autobus

#### Société de transport de Laval[2]
| Circuit | Destinations                         | Tracé | Horaires |
| ------- | ------------------------------------ | ----- | -------- |
| 63      | Gare Sainte-Rose – Métro Cartier     | Tracé | Horaires |
| 65      | Gare Sainte-Rose – Métro Montmorency | Tracé | Horaires |
| 73      | Fabreville – Métro Cartier           | Tracé | Horaires |